# Hans Stöckli

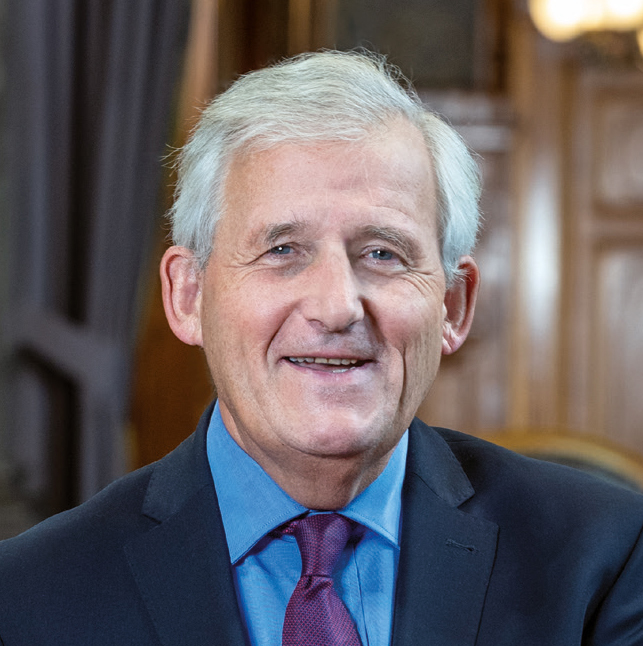
Hans Stöckli (2019)

Hans Stöckli (* 12. April 1952 in Wattenwil; heimatberechtigt ebenda) ist ein Schweizer Politiker (SP). Von 2011 bis 2023 war er Ständerat, von 2004 bis 2011 Nationalrat. In der Amtsperiode 2019/20 war er Ständeratspräsident. Von 1990 bis 2010 war er Stadtpräsident von Biel.

## Leben
Stöckli studierte in Bern und Neuenburg/Neuchâtel Rechtswissenschaften und Journalismus. 1978 erlangte er das bernische Fürsprecherpatent. Er arbeitete zunächst in einer eigenen Anwaltskanzlei und war von 1981 bis 1990 Gerichtspräsident von Biel sowie zuletzt geschäftsleitender Gerichtspräsident und Suppleant am bernischen Obergericht.
Per August 1979 wurde er in den Stadtrat (Legislative) von Biel gewählt, den er 1981 präsidierte. Ab Januar 1985 gehörte er im Nebenamt dem Bieler Gemeinderat (Exekutive) an. Während seiner Amtszeit als Stadtpräsident war er auch Finanzdirektor von Biel und setzte alle Hebel dafür ein, die Stadt aus der wirtschaftlichen Schieflage der 1990er Jahre herauszuführen. Vom Mai 2002 bis zum September 2004 gehörte Stöckli dem Grossen Rat des Kantons Bern an.
Am 20. September 2004 rückte Stöckli für Rudolf Strahm in den Nationalrat nach und wurde 2007 und 2011 bestätigt. Im zweiten Wahlgang vom 20. November 2011 wurde er in den Ständerat gewählt, für ihn rückte Alexander Tschäppät in den Nationalrat nach. 2015 wurde Stöckli im zweiten Wahlgang für vier weitere Jahre im Ständerat wiedergewählt, desgleichen 2019 im zweiten Wahlgang. Bei den eidgenössischen Wahlen 2023 trat er nicht mehr an. Zu seiner Nachfolgerin wurde Flavia Wasserfallen in den Ständerat gewählt.
Stöckli wurde am 2. Dezember 2019 mit 39 von 41 Stimmen zum Ständeratspräsidenten der Amtsperiode 2019/20 gewählt.
Er ist Präsident des Vereins «Kinder ohne Tabak» und Initiant der Eidgenössischen Volksinitiative «Ja zum Schutz der Kinder und Jugendlichen vor Tabakwerbung», die bei der eidgenössischen Abstimmung am 13. Februar 2022 angenommen wurde. Im Jahr 2022 verlieh ihm die Weltgesundheitsorganisation einen Weltnichtrauchertag-Preis.
Stöckli ist verheiratet und hat drei Kinder.